# Cầu Gia Bẩy
Cầu Gia Bẩy hay cầu Gia Bảy là một cây cầu bắc qua sông Cầu tại thành phố Thái Nguyên, tỉnh Thái Nguyên, Việt Nam.
Cầu nằm ở trung tâm thành phố Thái Nguyên, nối liền hai phường Trưng Vương với phường Đồng Bẩm.
Cầu Gia Bẩy được xây dựng khoảng những năm 1928–1930. Trước đây, cầu nằm trên Quốc lộ 1B, con đường huyết mạch nối từ Lạng Sơn sang Thái Nguyên. Vào thời kỳ Chiến tranh Đông Dương, cầu từng bị binh lính và người dân Việt Nam phá sập vào năm 1947. Đến năm 1965, cầu bị máy bay Hoa Kỳ ném trúng ba quả bom và hư hỏng nặng trong Chiến tranh Việt Nam.
Năm 1991, cầu được xây mới tại vị trí cũ, có chiều dài 99,86 mét (327,6 ft), chiều rộng khống chế 9 mét (30 ft).
Do nằm trên tuyến giao thông chính kết nối thành phố Thái Nguyên và các huyện Đồng Hỷ, Võ Nhai nên cầu thường xuyên bị quá tải, ùn tắc giao thông vào giờ cao điểm (từ 7 giờ đến 9 giờ, từ 15 giờ đến 17 giờ và từ 19 giờ đến 21 giờ). Tuy nhiên, vào tháng 12 năm 2018, cầu Bến Tượng nằm về phía hạ lưu cầu Gia Bẩy đã được đưa vào sử dụng, giúp cho giao thông trên địa bàn được thuận lợi hơn.